# Episcaphium strenuum
Espèce
Episcaphium strenuum est une espèce de coléoptères de la sous-famille des Scaphidiinae (famille des Staphylinidae).

## Répartition et habitat
Cette espèce est décrite de Chine. L'holotype a été capturé au Yunnan à une altitude comprise entre 3 000 et 3 500 m.

## Description
Ce coléoptère mesure entre 6,5 et 7,5 mm. Son abdomen et ses tarses sont brun rougeâtre ou ocre.  

## Systématique
Le nom valide complet (avec auteur) de ce taxon est Episcaphium strenuum Löbl, 1999.

### Publication originale
- (en) Ivan Löbl, « A review of the Scaphidiinae (Coleoptera: Staphylinidae) of the People's Republic of China, I », Revue suisse de zoologie, MHNG, vol. 106, no 3,‎ 1999, p. 691–744 (ISSN 0035-418X, DOI 10.5962/BHL.PART.80102, lire en ligne).